# Anakruza
Anakruza, przedtakt (gr. ανακρουσις) – nieakcentowana sylaba (jedna lub dwie), która znajduje się przed pierwszą zgłoską akcentowaną w danym wersie sylabotonicznym. Anakruza charakteryzuje się tym, że tych sylab nie wlicza się do danego rachunku stóp metrycznych. Termin anakruza został przyjęty w poezji na początku XIX w. z teorii muzyki.